# Vera Drebusch

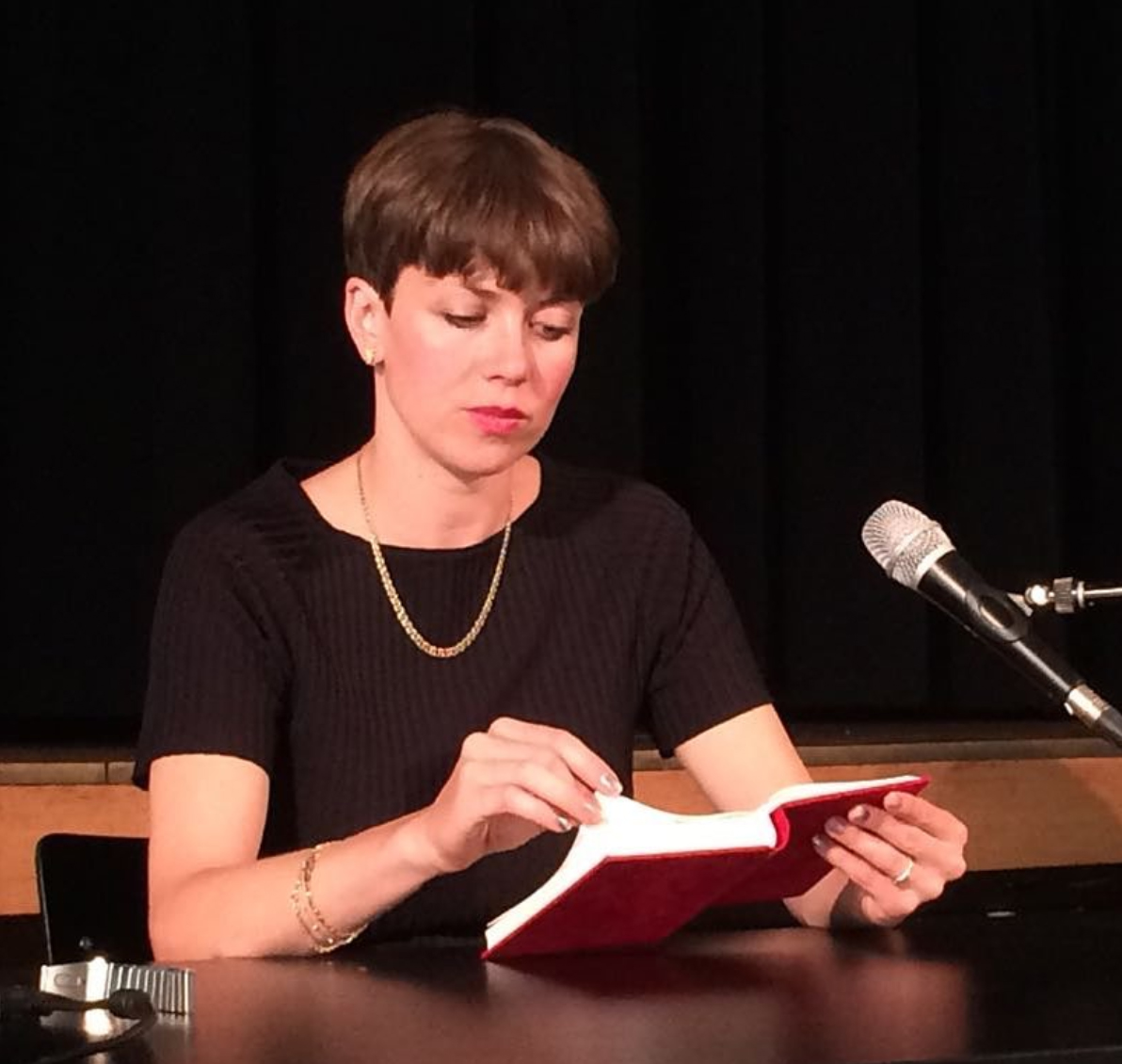
Vera Drebusch, Kölnischer Kunstverein (2021)

Vera Drebusch (* 1986 in Herdecke) ist eine deutsche Künstlerin, die überwiegend mit den Medien Installation, Fotografie und Künstlerbuch arbeitet.

## Biografie
Vera Drebusch absolvierte ein Diplom-Fotostudium an der Fachhochschule Dortmund und studierte anschließend Mediale Künste an der Kunsthochschule für Medien Köln, Artes Plásticas an der Universidad Nacional de Colombia in Bogotá und Bildhauerei als Gast in der Klasse Franka Hörnschemeyer an der Hochschule für Künste Bremen und der Kunsthochschule Kassel.
2013 war Vera Drebusch Gründungsmitglied des Ausstellungsraums GOLD+BETON am Kölner Ebertplatz und von 2013 bis 2014 Künstlerische Leiterin.
Seit 2015 hatte sie Lehraufträge an der Universität Köln am Institut für Kunst und Kunsttheorie und an der Fakultät für Kulturwissenschaften der Universität Paderborn.
Neben internationalen Förder- und Reisestipendien wurde sie 2015 mit dem Förderpreis des Landes Nordrhein-Westfalen für junge Künstlerinnen und Künstler in der Sparte Medienkunst und 2016 mit dem Stipendium für Medienkünstlerinnen des Ministeriums für Kultur und Wissenschaft des Landes Nordrhein-Westfalen ausgezeichnet.
Vera Drebusch lebt und arbeitet in Köln und Hamburg.

## Auszeichnungen und Stipendien (Auswahl)
- 2023: Köln, Bildende Kunst Stadt Köln, Recherchestipendium
- 2022: Hamburg, Wettbewerb zur Denkmal-Umwandlung (BKM und Bezirksamt Hamburg-Mitte)
- 2021–23: Hamburg, Atelierstipendium Mümmelmannsberg[2]
- 2020: Köln, Ebertplatz, Kunst am Bau[3]
- 2019: Köln, Dr. Dormagen-Guffanti Stipendium, Artist in Residence[4]
- 2018: Österreich, Hallein, Stille Nacht Museum, Artists in Residence in Kollaboration mit Florian Egermann[5]
- 2018–2019: Hamburg, Claussen-Simon-Stiftung, Jahresstipendium[6]
- 2016: Stipendium des Landes NRW für Medienkünstlerinnen[7]
- 2015: Förderpreis des Landes Nordrhein-Westfalen für junge Künstlerinnen und Künstler in der Sparte „Medienkunst“
- 2014: Österreich, Linz, Atelierhaus Salzamt, Artist in Residence[8]
- 2006: Deutscher Jugendfotopreis[9]

## Ausstellungen

### Einzel- und Duoausstellungen (Auswahl)
- 2022: Kön, Glasmoog – Raum für Kunst & Diskurs, „Interwoven“, mit Florian Egermann[10]
- 2020: Hamburg, Westwerk, „hungry eyes“, mit Simone Karl[11]
- 2019: Hamburg, Künstlerhaus Wendenstraße, „Das Ende der Welten“, mit Florian Egermann[12]
- 2018: Worpswede, Projektraum Eichenhof, „Ausnahmezustand“, mit Daniel Wrede[13]
- 2017: Hamminkeln, Schloss Ringenberg, „They called this place“, mit Yannis Pappas[14]
- 2016: Türkei, Istanbul, BLOK art space, „Loop?“[15]
- 2014: Köln, Galerie Nagel Draxler, „Zeitschleife“[16]

### Gruppenausstellungen (Auswahl)
- 2022: LTU, Vilnius, Contemporary Art Centre, „InDiscreet – The Problem of Intimacy“[17]
- 2021: Aachen, Kunsthaus NRW, „vom spiel der körper im licht“[18]
- 2021: Friedrichshafen, Zeppelin Museum, „Beyond States. Über die Grenzen von Staatlichkeit“[19]
- 2020: Hamburg, Künstlerhaus Sootbörn, „Expanded Book“[20]
- 2020: GBR, Belfast, Catalyst Arts Gallery, „First We Eat“[21]
- 2019: Kölnisches Stadtmuseum[22] „You Are Here“
- 2019: Wilhelmshaven, Kunsthalle, „Nominierung Nordwestkunst-Preis“[23]
- 2019: Dortmund, Hartware MedienKunstVerein, „Alt-Right-Komplex“[24]
- 2018: Leipzig, D21 „Anger is a solution, if anger means kittens“, Soundinstallation[25]
- 2017: Düsseldorf, Weltkunstzimmer, „IN/OUT – The Universe“[26]
- 2017: Kunsthaus Nordrhein-Westfalen Kornelimünster, Aachen[27]
- 2016: Bielefelder Kunstverein, „Asylum“[28]
- 2014: Linz, Salzamt, „walks and traces“[29]

## Sammlungen (Auswahl)
- Artothek der Amerika-Gedenkbibliothek, Berlin (2 Fotografien, „ohne Titel“, 2008)[30][31]
- Kunsthaus Nordrhein-Westfalen Kornelimünster (Kunst aus Nordrhein-Westfalen)